# Golfingia mirabilis
Golfingia mirabilis är en stjärnmaskart som beskrevs av Murina 1969. Golfingia mirabilis ingår i släktet Golfingia och familjen Golfingiidae. Inga underarter finns listade i Catalogue of Life.